# Nectari

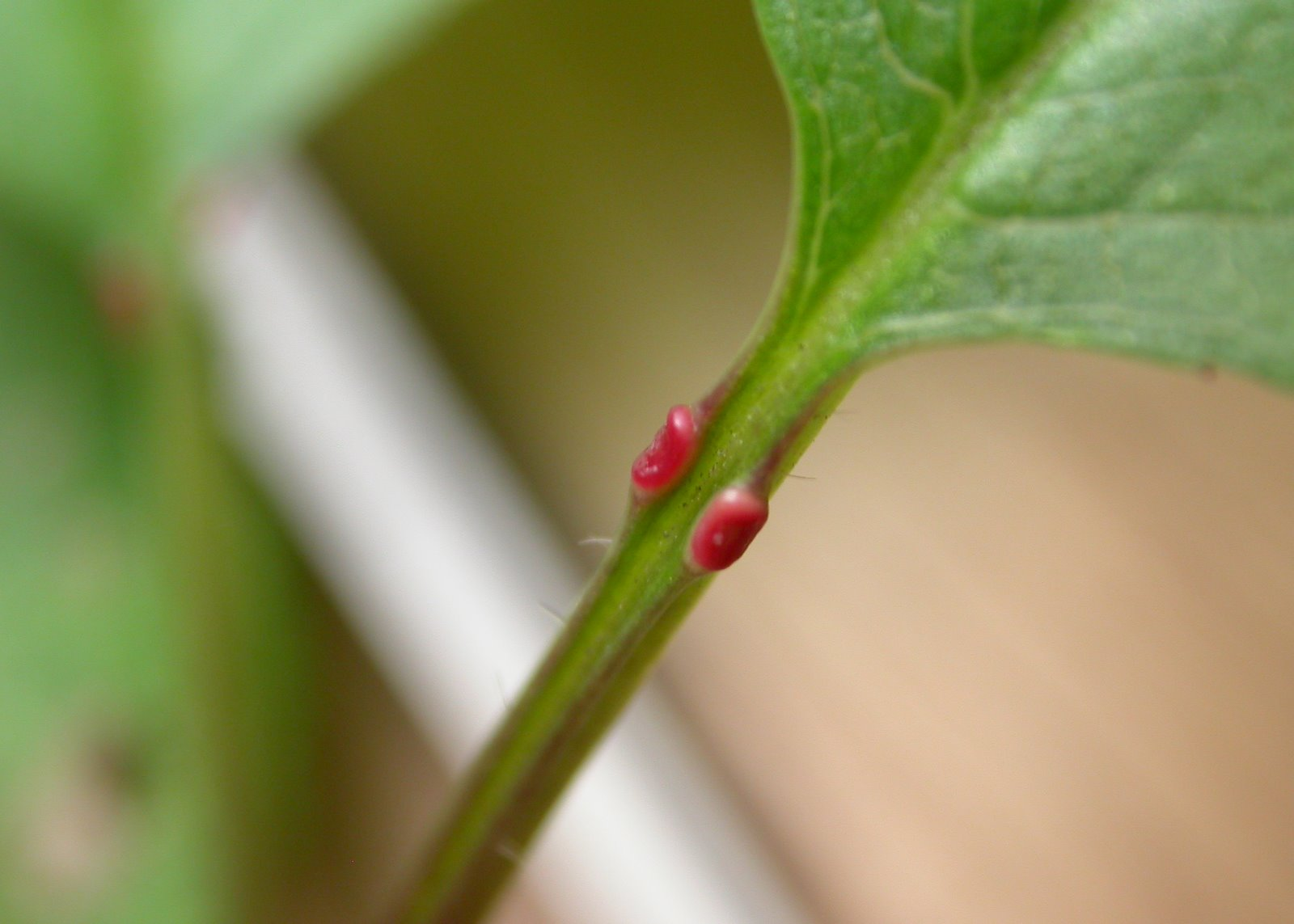
Nectari al pecíol d'una fulla de cirerer.

Aquest article es refereix al terme nectari emprat en botànica. Per altres usos, vegeu Nectari (desambiguació)
Un nectari és una glàndula productora de nèctar que es troba en algunes plantes. Generalment estan situats a la base dels pètals de les flors, però també poden ser a altres parts de la planta com ara les fulles, el pecíol, estaminodis, bases de filaments d'estams, paret de l'ovari, o, fins i tot, a les tiges. El nèctar produït serveix per atreure animals que col·laboraran a la fecundació de les flors. Morfològicament, la peça que protegeix el nectari s'anomena nectarostegi i nectaroteca a la cavitat situada al costat d'un nectari i que acumula el nèctar.

## Funció
Els nectaris produeixen un líquid ric en sucres, el nèctar, que serveix per atreure els animals que se'n nodreixen i que ajudaran la pol·linització, poden ser insectes com l'abella, ocells com el colibrí o mamífers com la ratapinyada.

## Galeria

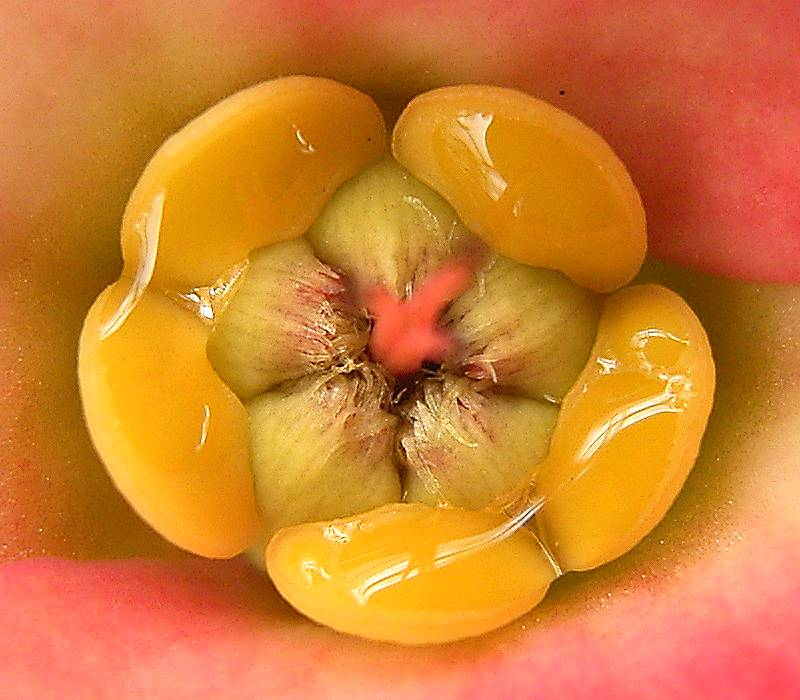
Nectaris d'Euphorbia milii
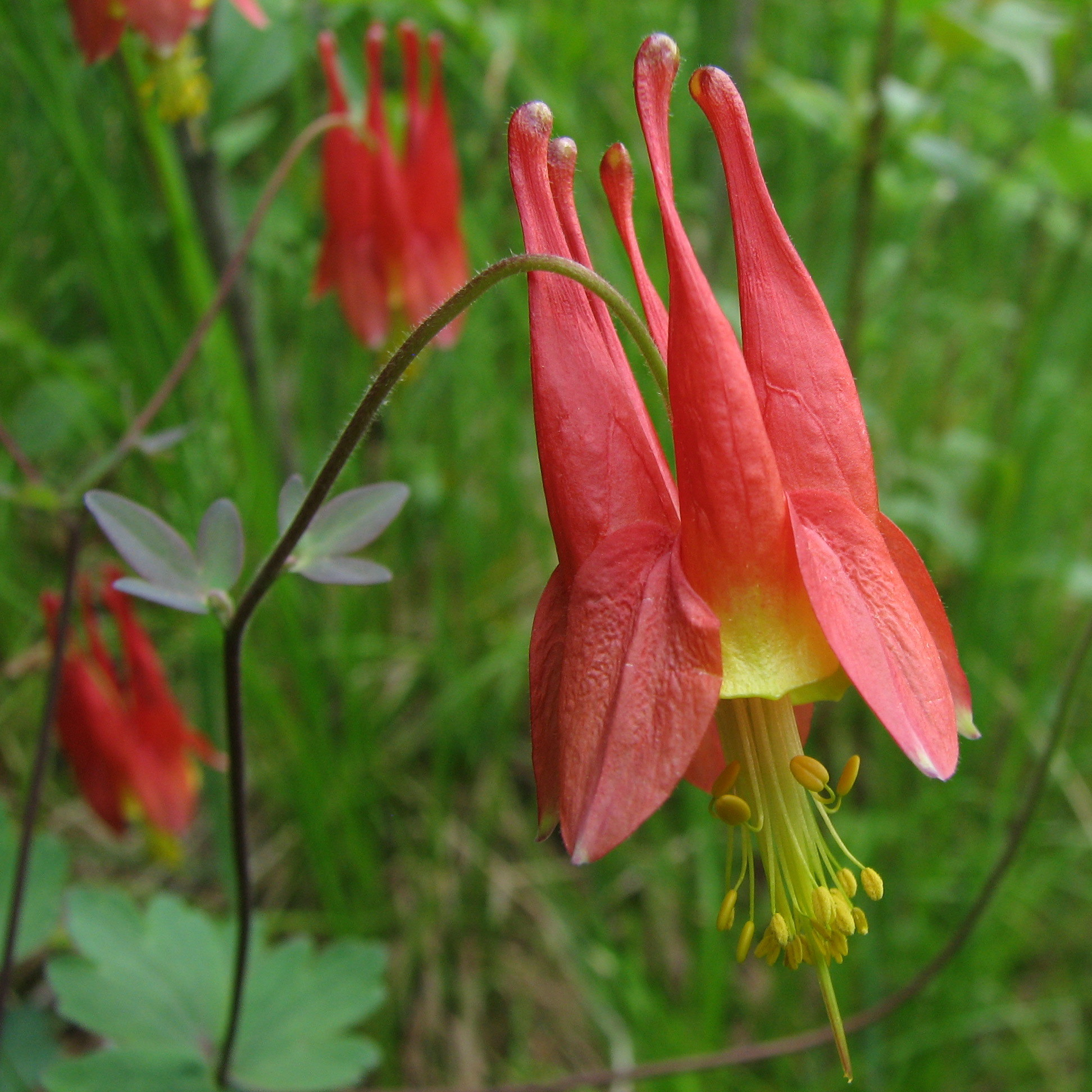
Nectaris d'Aquilegia
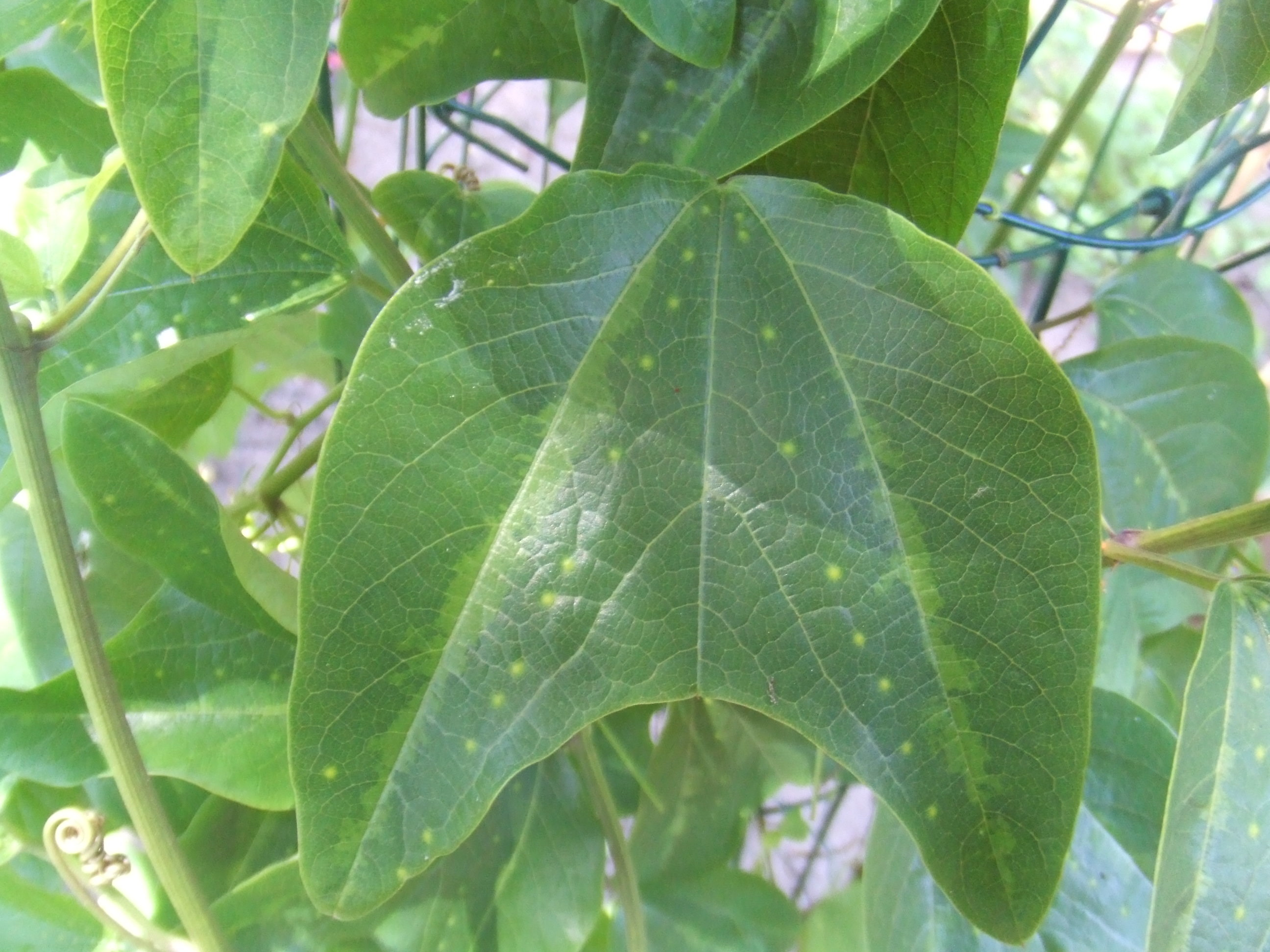
Nectaris de Passiflora jorrulensis
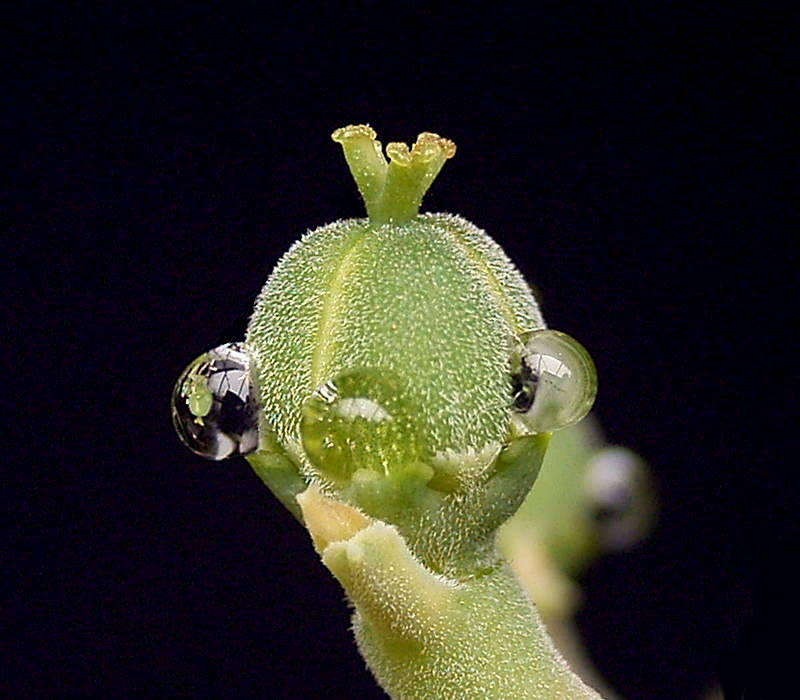
Nèctar d'Euphorbia meloformis